# 普什图民族主义

普什图尼斯坦

普什图民族主义（普什圖語：‎）是一种主张普什图人构成一个独立的民族国家，并团结一致保护其文化和家园的意识形态。在阿富汗，支持普什图民族主义的人倾向于倡导“大阿富汗”的理念，即包括开伯尔-普赫图赫瓦在内的地区，应直接按照普什图原则进行统治。